# Cloruro de propionilo
El cloruro de propionilo (también cloruro de propanoílo) es el compuesto orgánico con la fórmula CH3CH2C(O)Cl. Es el derivado de cloruro de acilo del ácido propiónico. Sufre las reacciones características de los cloruros de acilo. Es un líquido incoloro, corrosivo y volátil.
Se utiliza como reactivo para síntesis orgánica. En las amidas y ésteres quirales derivados, los protones de metileno son diastereotópicos.
Se han realizado esfuerzos para incluir el cloruro de propionilo en la Lista 1 de la DEA, ya que se puede utilizar para sintetizar fentanilo.

## Síntesis
El cloruro de propionilo se produce industrialmente mediante cloración del ácido propiónico con fosgeno:
CH3CH2CO2H + COCl2 → CH3CH2COCl + HCl + CO2
A nivel de laboratorio, se puede sintetizar a partir de la reacción del ácido propiónico con tricloruro de fósforo o cloruro de tionilo.